# Лавеноне
Лавеноне је насеље у Италији у округу Бреша, региону Ломбардија.
Према процени из 2011. у насељу је живело 506 становника. Насеље се налази на надморској висини од 367 м.

## Становништво
| 1951. | 1961. | 1971. | 1981. | 1991. | 2001. | 2011. |
| ----- | ----- | ----- | ----- | ----- | ----- | ----- |
| 1.109 | 1.052 | 771   | 695   | 648   | 659   | 607   |